# Okres Oława
Okres Oława (polsky Powiat oławski) je okres v polském Dolnoslezském vojvodství. Rozlohu má 524,11 km² a v roce 2023 zde žilo 77 428 obyvatel. Sídlem správy okresu je město Oława.

## Gminy
Městská:
- Oława

Městsko-vesnická:
- Jelcz-Laskowice

Vesnické:
- Domaniów
- Oława

## Města
- Jelcz-Laskowice
- Oława

## Sousední okresy
| Růžice kompasu |          | Oleśnica    | Namysłów | Růžice kompasu |
| Růžice kompasu | Wrocław  | Sever       | Brzeg    | Růžice kompasu |
| Růžice kompasu | Wrocław  | Okres Oława | Brzeg    | Růžice kompasu |
| Růžice kompasu | Wrocław  | Jih         | Brzeg    | Růžice kompasu |
| Růžice kompasu | Strzelin |             |          | Růžice kompasu |